# Impulsive (singel Wilson Phillips)
Impulsive – trzeci singel zespołu Wilson Phillips pochodzący z jego debiutanckiego albumu Wilson Phillips. Utwór stworzony przez Clifa Magnessa i Steve'a Kipnera został wydany w 1990 roku i osiągnął 4 miejsce na liście Billboard Hot 100. Jest to pierwszy singiel ukazujący Wendy Wilson jako główną wokalistkę.

## Miejsca na listach muzycznych
| Lista muzyczna (1990)           | Osiągnięta pozycja |
| ------------------------------- | ------------------ |
| US Billboard Hot 100            | 4                  |
| US Billboard Adult Contemporary | 2                  |
| Canadian RPM Singles Chart      | 1                  |
| Swiss Music Charts              | 30                 |
| UK Singles Chart                | 42                 |
| Austrian Singles Chart          | 29                 |
| Dutch Single Top 100            | 31                 |
| Dutch Top 40                    | 37                 |
| German Singles Chart            | 59                 |